# Békésszentandrás
Békésszentandrás es un pueblo húngaro en el distrito de Szarvas, Condado de Békés.

## Ubicación geográfica
Békésszentandrás se encuentra en un afluente del río Criș, a cuatro kilómetros al oeste de la ciudad de Szarvas.

## Ciudades hermanadas
- Mali Iđoš, Serbia
- Moneasa, Rumania
- Sânandrei, Rumania

## Personajes ilustres
- Brigitta Sinka (1928), ajedrecista
- Béla Mladonyiczky (1936-1995), escultor
- János Demeter Lóránt (1938), artista
- Ildikó Komlósi (1959), cantante de ópera

## Lugares de interés
- Cementerio judío (Zsidó temető)
- Iglesia reformada, construida en 1803-1805 en estilo Zopf
- Colinas cumanas en el área (Kunhalmok)
- Casa de campo Rudnyánszky (Rudnyánszky kúria)
- Ayuntamiento (Községháza), construido en 1896
- Capilla católica Szent András, construida en 1784 (barroco)
- Imágenes fijas
  - Estatua de Béla Mladonyiczky (Mladonyiczky Béla-szobra)
  - Estatua de Lajos Kossuth (Kossuth Lajos-szobra)
- Estatua de Mihály Vértessy (Vértessy Mihály-szobra)
- Presa con esclusa (Duzzasztómű és Hajózsilip)
- Fábrica de alfombras (Szőnyeggyár), construida en 1925

## Galería

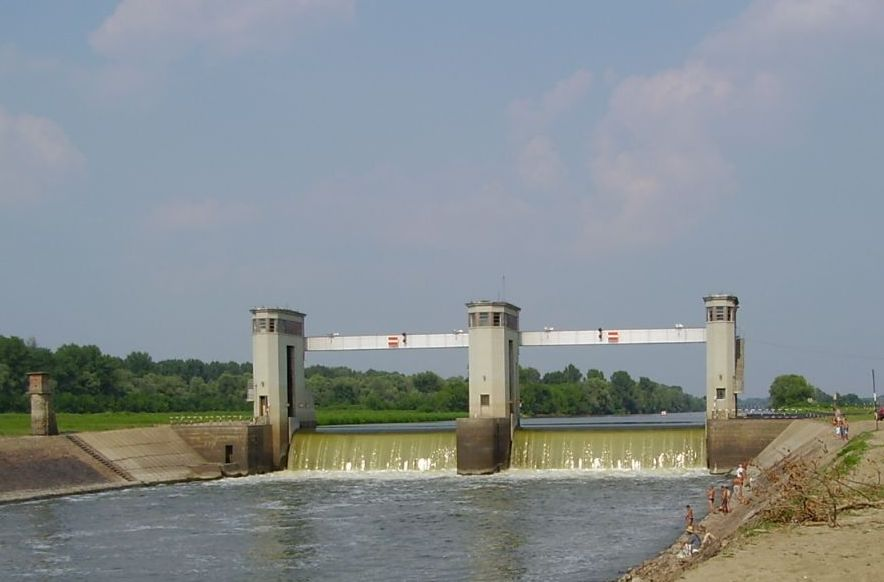
Presa de Békésszentandrás
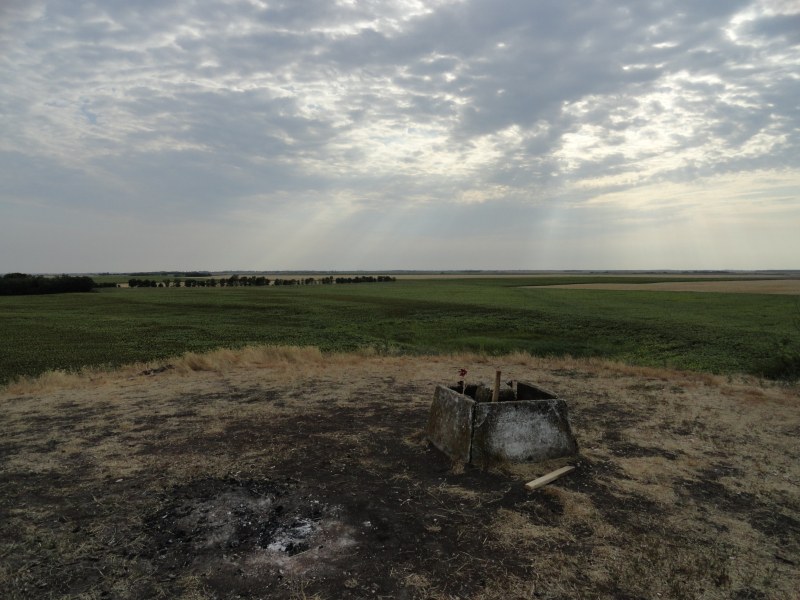
Vista de las colinas cumanas